# トーマス・ヘザーウィック
トーマス・ヘザウィック（Thomas Heatherwick、1970年2月17日- ）はイギリス・ロンドン出身のデザイナー、3次元デザイナー。

## 経歴

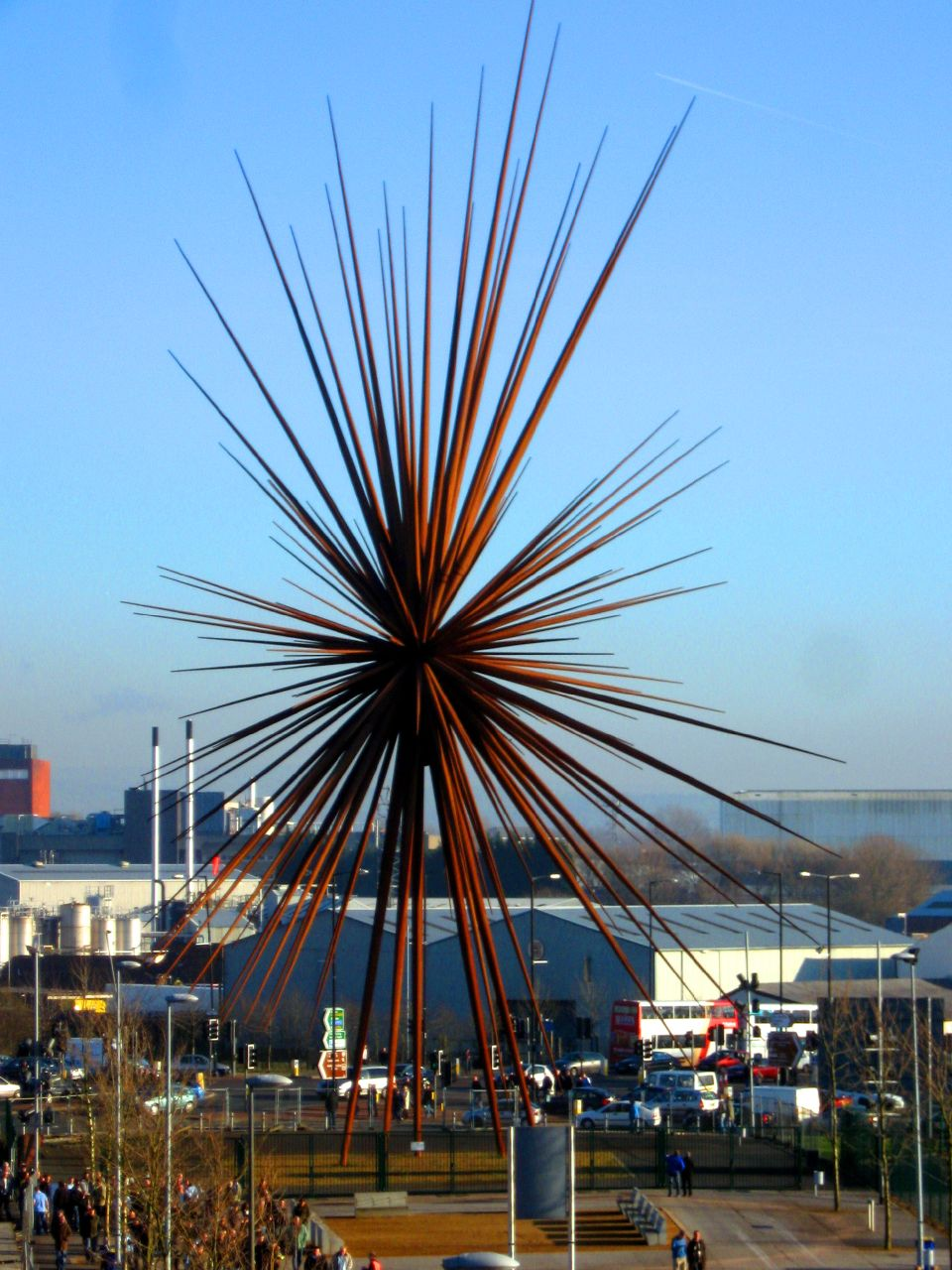
『B of the Bang』

マンチェスター工科大学、ロイヤル・カレッジ・オブ・アートで3Dデザインを学ぶ。卒業後、1994年にヘザウィックスタジオを設立。2006年に英国の王立芸術協会より最年少で王室工業デザイナーに任命される。2010年上海万博の英国パビリオンや、2012年ロンドン五輪の聖火台などが有名。テレンス・コンラン卿から「現代のレオナルド・ダ・ヴィンチ」と称された。

## 主な作品

### The Rolling Bridge
The Rolling Bridge opening and closing (600px, 5x speed).ogv稼働中のローリング・ブリッジの動画

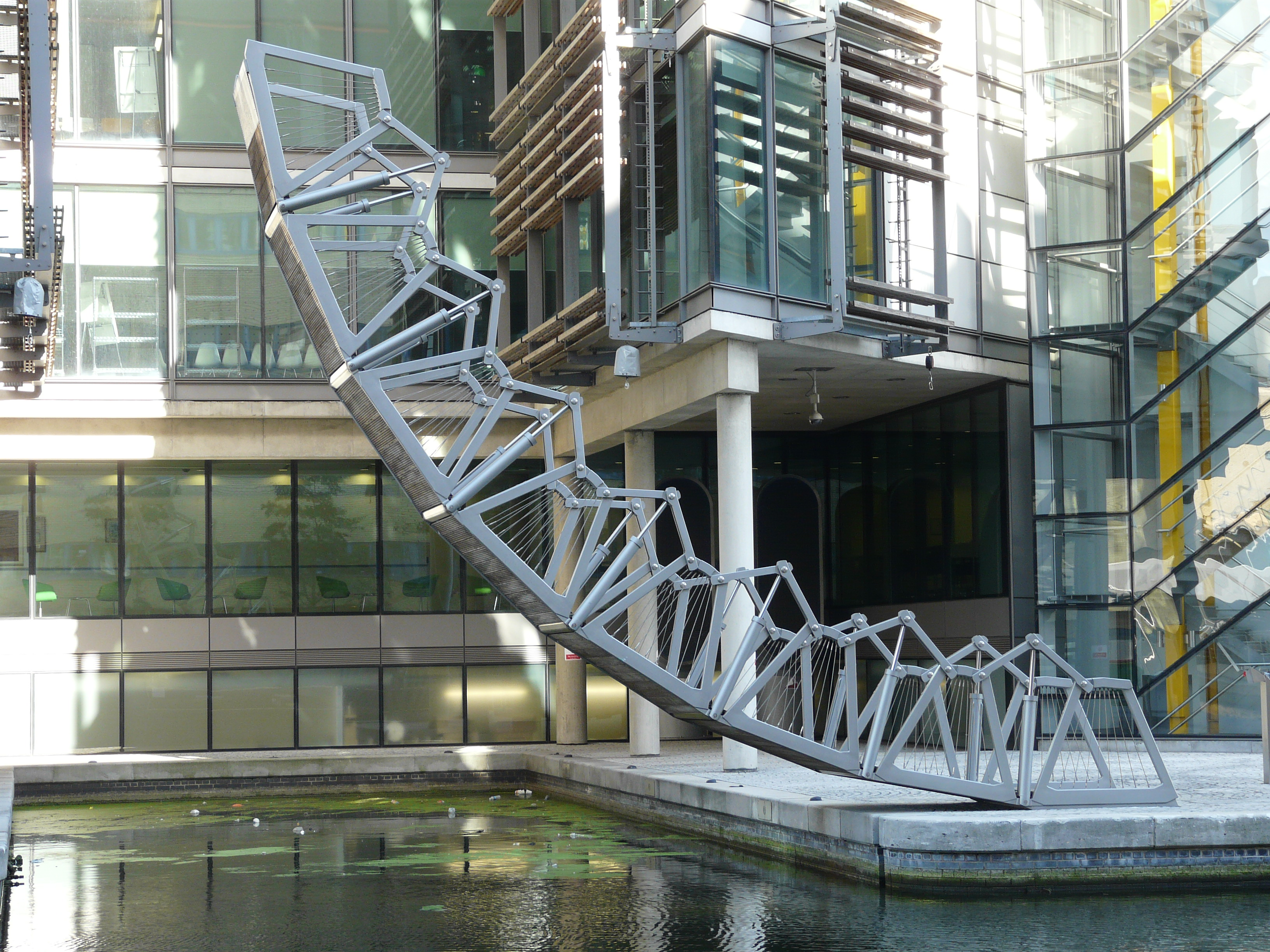
『The Rolling Bridge』

ロンドン、グランド・ユニオン運河に架かる可動橋。「The Curling Bridge」としても知られている。2002年、パディントン・ベイシンの再開発の一環として、ヘザウィック・スタジオはローリング・ブリッジを設計した。これは、1つまたは複数の硬い区画が持ち上がるのではなく、円形に丸まることで開く運河橋である。ローリング・ブリッジは2005年のBritish Constructional Steelwork Associationの構造スチール賞を受賞した。

### B of the Bang
ヘザウィックによるB of the Bangのデザインは、142万ポンドをかけた高さ56m、180本の巨大な鋼鉄製のスパイクからなる彫刻であり、2005年にシティ・オブ・マンチェスター・スタジアムの外で公開された。英国でこれまでに建てられた中で最も高い公共彫刻であり、2002年コモンウェルスゲームズを記念して依頼されたもので、その名前は元オリンピック短距離走チャンピオンのリンフォード・クリスティが、ランナーがスターティングブロックからスタートする際のエネルギーの爆発について語った言葉から取られた。ダニー・ボイルは、ヘザウィックにオリンピック聖火台のデザインを依頼するきっかけになったと述べている。
しかし、技術的な問題により、2週間以内にスパイクの1本が外れ、その後の4年間でさらに22本を取り外す必要が生じた。『エンジェル・オブ・ザ・ノース』の作者アントニー・ゴームリーからマンチェスター市議会に対し、この彫刻を「注目に値し、ダイナミックで魅力的」と評する嘆願があったにもかかわらず、2009年に解体され、保管されることになった。市議会はこの問題を巡ってヘザウィック・スタジオとその下請け業者を訴え、170万ポンドで示談が成立し、2012年には彫刻のコア部分がスクラップとして売却された。

### Bleigiessen
2005年、ドイツの伝統的な占い「Bleigiessen」（溶かした鉛やロウを水の中に落として、その形から一年を占う）からインスピレーションを受けて作られた作品。15万個の特製ガラスの玉を30メートルの高さから無数のステンレス製の細いスチールワイヤーに通してできた彫刻作品。ロンドンのバイオメディカル研究慈善団体Wellcome Trustに展示されている。

### イースト・ビーチ・カフェ

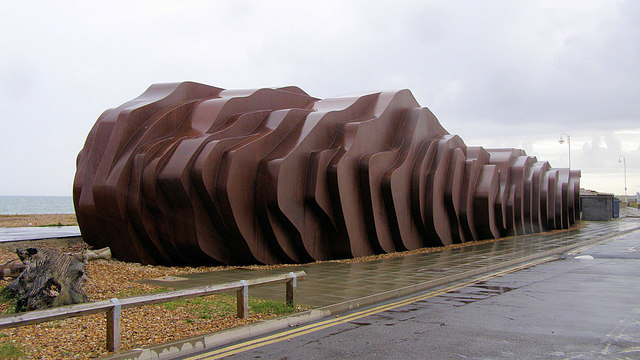
イースト・ビーチ・カフェ

2007年、ヘザウィック・スタジオはウェスト・サセックス州リトルハンプトンにイースト・ビーチ・カフェを完成させた。貝殻を思わせる波打つシルエットを持つ長い平屋建ての建物は、鋼鉄製の外皮を持ち、錆びさせてからその結果生じた色を油性塗料で定着させている。このカフェは2008年にRIBAナショナル・アワードを受賞した。

### ワース・アビー
2009年、ヘザウィックはワース・アビーの教会内部の再設計を依頼された。信者席、聖歌隊席、修道士席、机、告解室などの新しい調度品は、クルミ材の中に埋め込まれたトネリコの無垢材で作られたが、数ヶ月後に信者席にひびが入り始めた。ヘザウィックは請負業者を非難した。

### UKパビリオン、上海万博2010

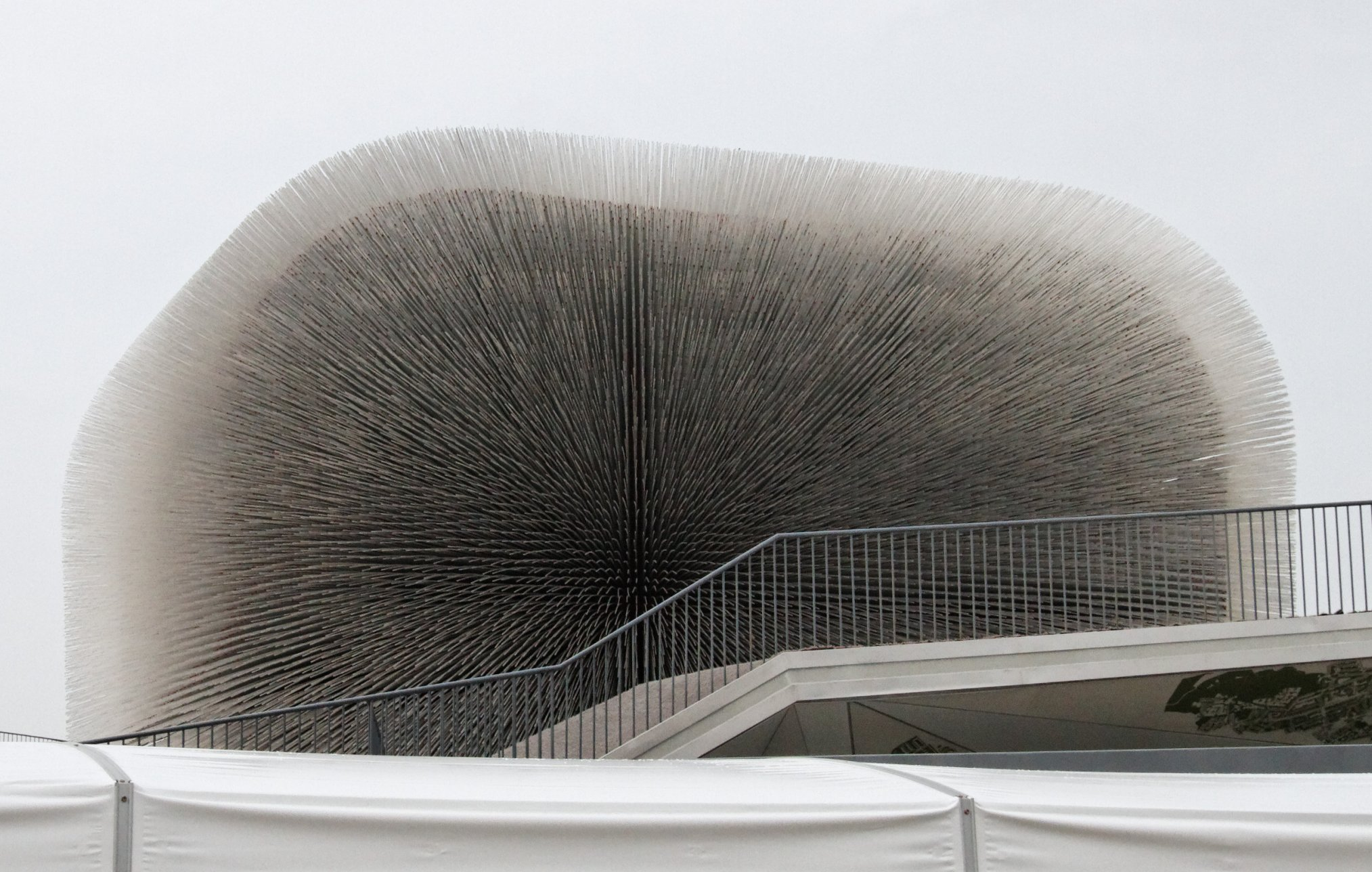
2010年上海国際博覧会のUKパビリオン

ヘザウィック・スタジオは、上海万博2010のために、「シード・カテドラル（Seed Cathedral、種子の聖堂）」と呼ばれる英国のパビリオンを設計した。「より良い都市、より良い生活 (Better City, Better Life)」という万博のテーマに沿って、パビリオンは自然と都市の関係を探求した。公園のような環境の中に設置され、木材と鋼鉄の複合材料フレームワークで構成され、それに60,000本の光ファイバーロッドが貫通している。長さ6.7mの各ロッドには、昼間は外から内部に光が入り、夜は照明の光が外に出る。中にはキューガーデンの「ミレニアム・シードバンク」から提供された1つまたは複数の植物の種子が収められていた。風に吹かれて揺れるバーは「たんぽぽ」と呼ばれた。
UKパビリオンは、博覧会国際事務局 (BIE) からその規模クラスで最高のパビリオンデザインに贈られる金賞を受賞し、RIBAルーベトキン賞を受賞した。万博終了後、パビリオンは解体され、一部のロッドは寄贈され、その他は慈善目的でオークションにかけられた。

### ニュールートマスター・バス

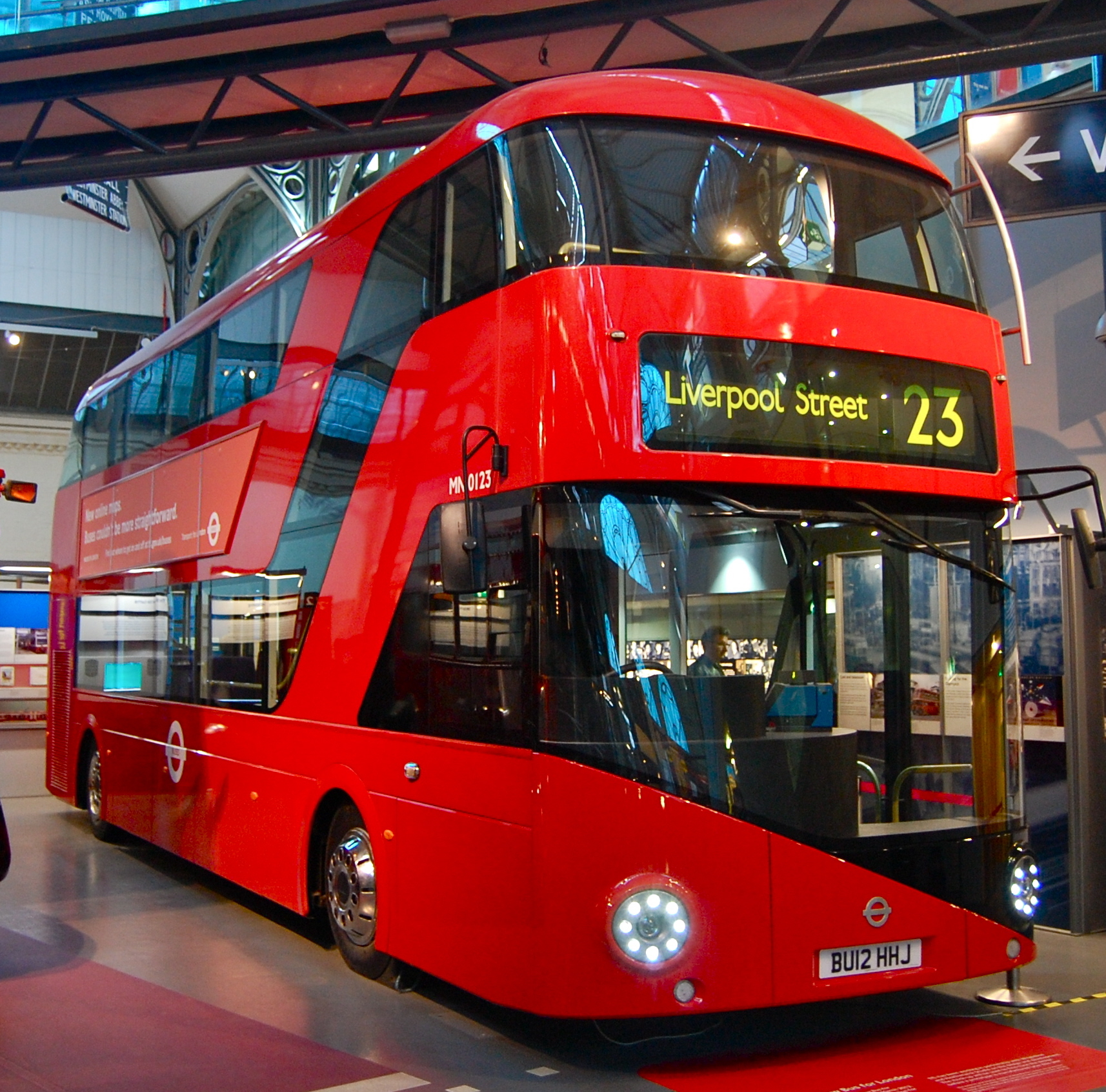
ニュールートマスター

2010年、ロンドン市長ボリス・ジョンソンは、ヘザウィック・スタジオがニュールートマスター（ロンドン新世代バス）の2階建てバスをデザインすると発表した。これは50年以上ぶりにロンドン専用に依頼されたバスであった。ライトバスによる試作車が2011年12月に公開され、最初のバスは2012年2月に運行を開始し、ロンドン交通局は2012年9月に600台、2014年にさらに200台を発注した。デザインは、運転手用の長いフロントウィンドウと乗客用のラップアラウンドガラスパネルが特徴で、より速く簡単な乗降のために3つのドアと2つの階段を備えている。ディーゼル電気ハイブリッドエンジンも、以前のハイブリッドバスよりも大幅に燃費が良い。最初のバスは1950年代のAEC・ルートマスターの後部オープンプラットフォームを復活させたが、後部ドアの人員配置コストがかさむため、2015年以降はこの機能は廃止された。
乗客からの夏の過度の暑さに関する苦情の後、2015年からバスには開閉可能な窓が後付けされた。また、バッテリーの不具合によりディーゼルエンジンへの依存度が高まり、排出ガスが多くなるとの苦情もあった。ニュールートマスターは、アレクサンダー・デニス社のエンバイロ400H・シティバスに影響を与え、ロンドン交通局は2016年から導入を開始した。2017年1月、サディク・カーンはコスト削減策としてルートマスターの購入を中止し、代わりに古いロンドンバスに最新の持続可能な技術を後付けすることを約束した。2022年のユーロバスエキスポで、エクイップメイク社はニュールートマスターを完全な電気自動車に改造したものを展示した。このバスはロンドン交通局によってテストされている。

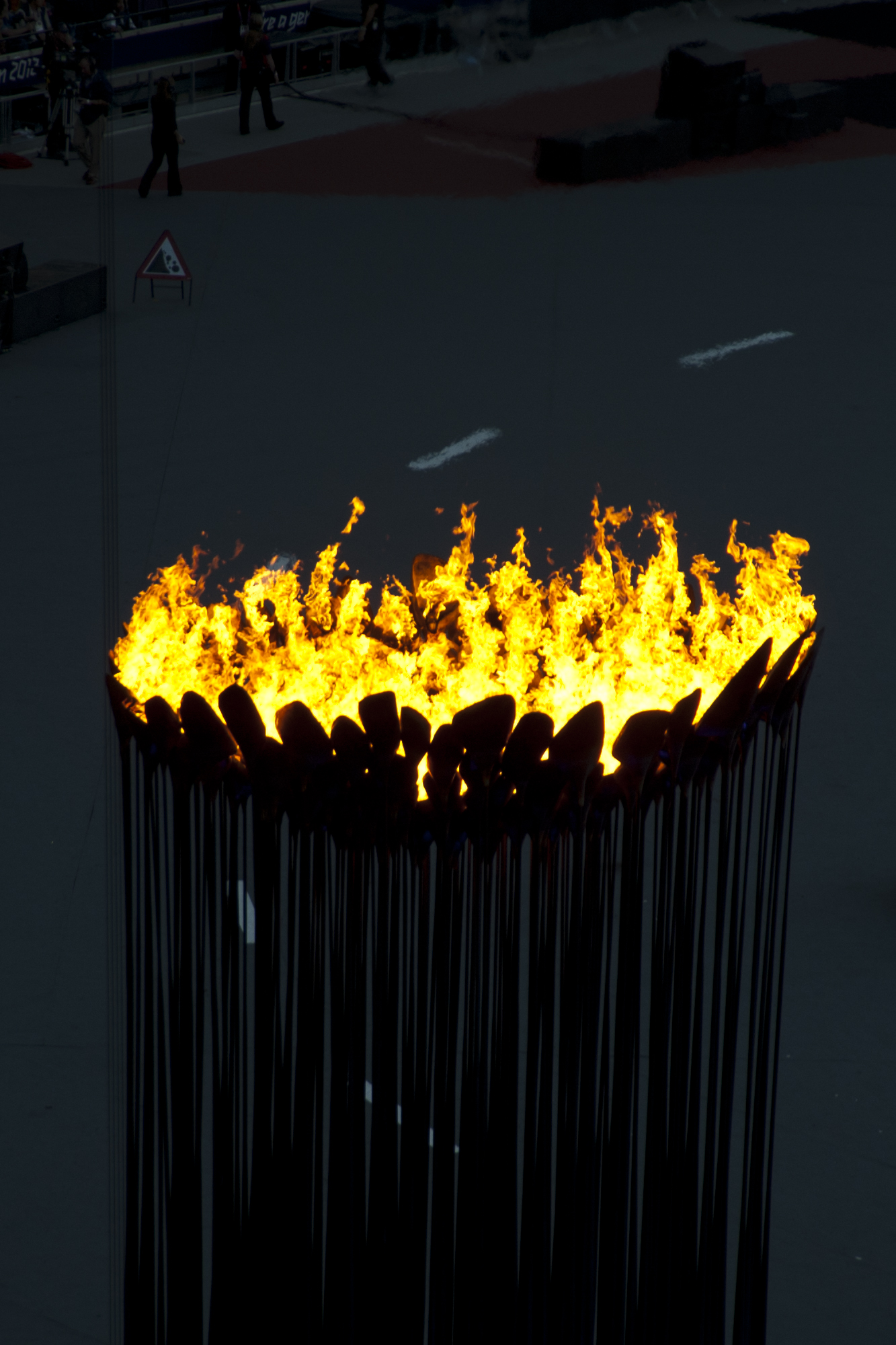
2012年オリンピック聖火台

### 2012年オリンピック聖火台
ヘザウィック・スタジオは、ロンドンで開催された2012年ロンドンオリンピックの開会式の芸術監督であるダニー・ボイルから、夏季オリンピックおよびパラリンピックで使用されるオリンピック聖火台のデザインを依頼された。ヘザウィックのデザインは、高く掲げられたボウルという伝統から脱却し、代わりに熟練した自動車板金職人によって手作りされた204枚の銅製の「花びら」からなる高さ8.5mの「タンポポ」で構成された。これらの花びらは、選手入場行進 (Parade of Nations) の一環として各チームを代表する子供たちによってオリンピックスタジアムに持ち込まれ、その後、黒く塗られた鋼鉄製のガス管に取り付けられた。7人の最終聖火ランナーによって点火され、中心から外側に向かって同心円状に上昇した。炎が一つになることは、国家が平和のうちに一つになることを象徴していた。大会閉会後、各参加国には花びらが提供された。2014年7月、聖火台に関する展示がロンドン博物館で始まった。
2013年6月、ニューヨークのデザインスタジオ、アトピア (Atopia) は、ヘザウィックのオリンピック聖火台のデザインが、ロンドンオリンピック委員会からの依頼で2007年にワン・プラネット・パビリオン (One Planet Pavilion) のためにデザインした太陽電池で動く複合的な花と実質的に同一であると主張した。（オリンピック関連の仕事の宣伝をすべての企業に禁じる秘密保持契約が2007年から2013年まで有効であり、それ以前の問題提起を妨げていた。） ヘザウィック、ボイル、そしてオリンピック委員会の式典責任者であったマーティン・グリーンは全員、アトピアの提案を知っていたことを否定した。2014年夏、ロンドンオリンピックの組織委員会は、聖火台の重要な要素がアトピアの提案に存在したことを認める示談に達した。しかし、ヘザウィックは「デザインプロセスは、最初から最後まで断固として我々自身のものであった」と述べた。

### テムズ川ガーデン・ブリッジ
2013年、女優ジョアンナ・ラムリーの支援を得て、ヘザウィックはロンドン中心部のテムズ川を横断する歩道橋『ガーデン・ブリッジ』を提案した。これは森林公園として植栽される予定であった。プロジェクトは当初、完全に民間資金で賄われる予定であったが、2016年、ロンドン市長サディク・カーンは、総推定費用1億7500万ポンドのうち6000万ポンドの公的資金が投入された後、資金提供を凍結した。この公的資金の一部は、橋の北端の重量を支えるためにテンプル駅を強化するためにロンドン交通局によって支出されていた。
2017年、ヘザウィックがガーデン・ブリッジ・トラストの唯一の創設メンバーであり、8回の評議員会に出席していたことが判明し、利益相反の告発につながった。彼はトラストの一員であることを繰り返し否定していた。ヘザウィックはまた、デザイン契約が正式に授与される前の2013年に、当時の市長ボリス・ジョンソンと共にカリフォルニアでアップル社との秘密の資金調達会議に出席していた。
2017年4月、市長の命による報告書の中で、決算委員会の元委員長であるマーガレット・ホッジは、プロジェクトを中止すべきであると結論付けた。すでに失われた4600万ポンドの公的資金は、プロジェクトが進行した場合に追加要求されるリスクよりも好ましいとした。報告書は、デザイナーとしてのヘザウィック・スタジオとエンジニアとしてのアラップの任命が「公開されておらず、公正でも競争的でもなく…体系的な失敗と非効果的な管理システムを明らかにした」と述べた。プロジェクトは2017年8月14日に正式に中止された。

### ボンベイ・サファイア蒸留所

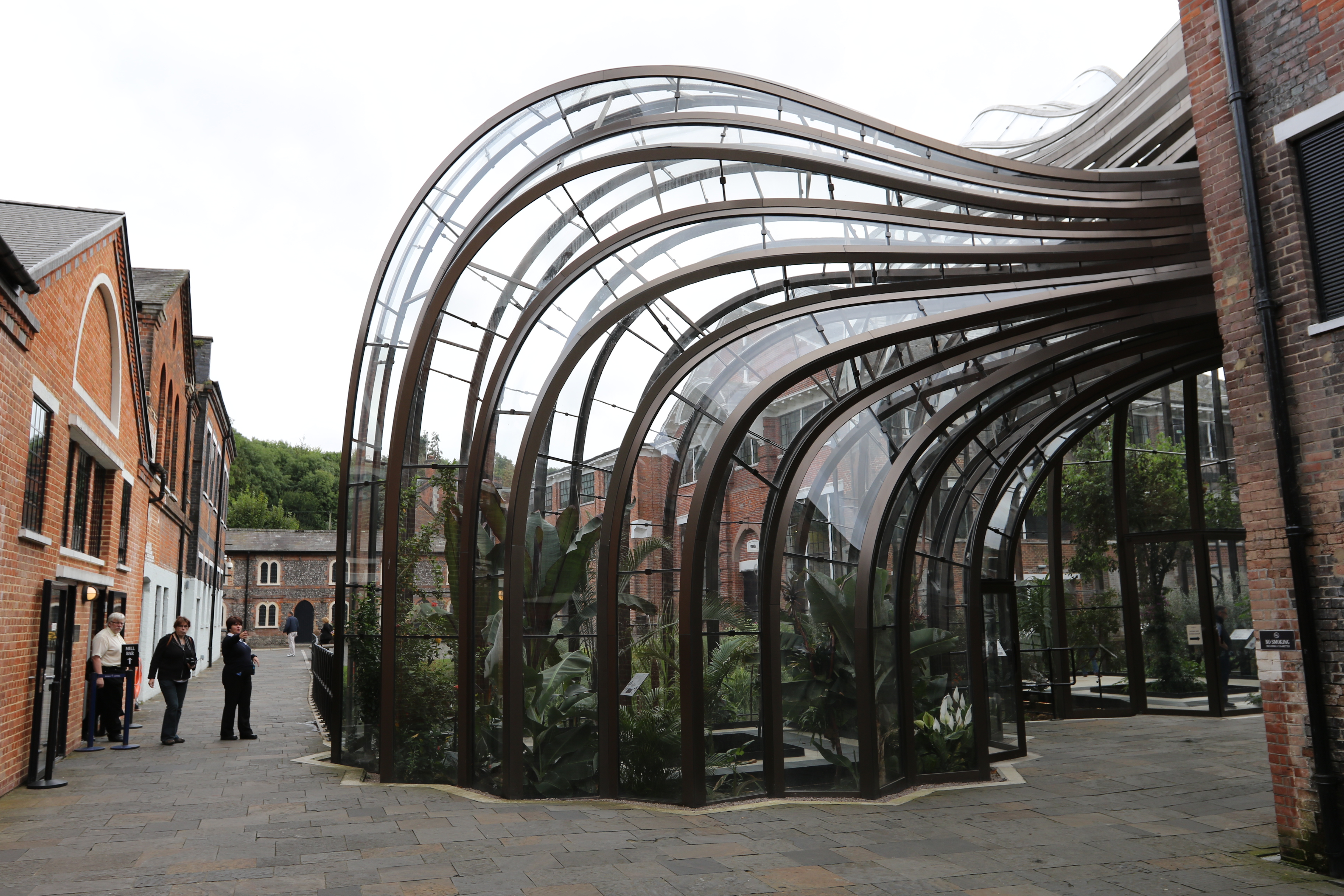
ボンベイ・サファイア蒸留所のガラス温室

イングリッシュ・ヘリテッジおよびイングリッシュ・ネイチャー (English Nature) と協力し、ヘザウィック・スタジオは、ハンプシャー州ラヴァーストークにある旧ラヴァーストーク・ミル紙幣印刷工場をボンベイ・サファイアのジン蒸留所に転換するためのマスタープランとデザインを主導した。40棟以上の廃墟となった建物のうち23棟が修復され、より新しい工業構造物9棟が解体された。敷地内を流れる直線化されていたテスト川は、掘り起こされて拡幅され、岸辺には植栽が施された。また、中央の中庭と、製造プロセスで使用される熱帯植物および地中海性植物のための、絡み合った曲線状のガラス温室一対が作られた。これらの植物は、自生地の他の植物によって補完され、川から水を引き、ジンの蒸留によって生じる熱で暖められる。この蒸留所は、ヘザウィック・スタジオにとって初の文化財保存プロジェクトであり、初の生産施設のための依頼であった。2014年にオープンし、飲料製造工場として初めて、また改修プロジェクトとして初めてBREEAMの「Outstanding（優秀）」認定を受けた。

### ラーニング・ハブ

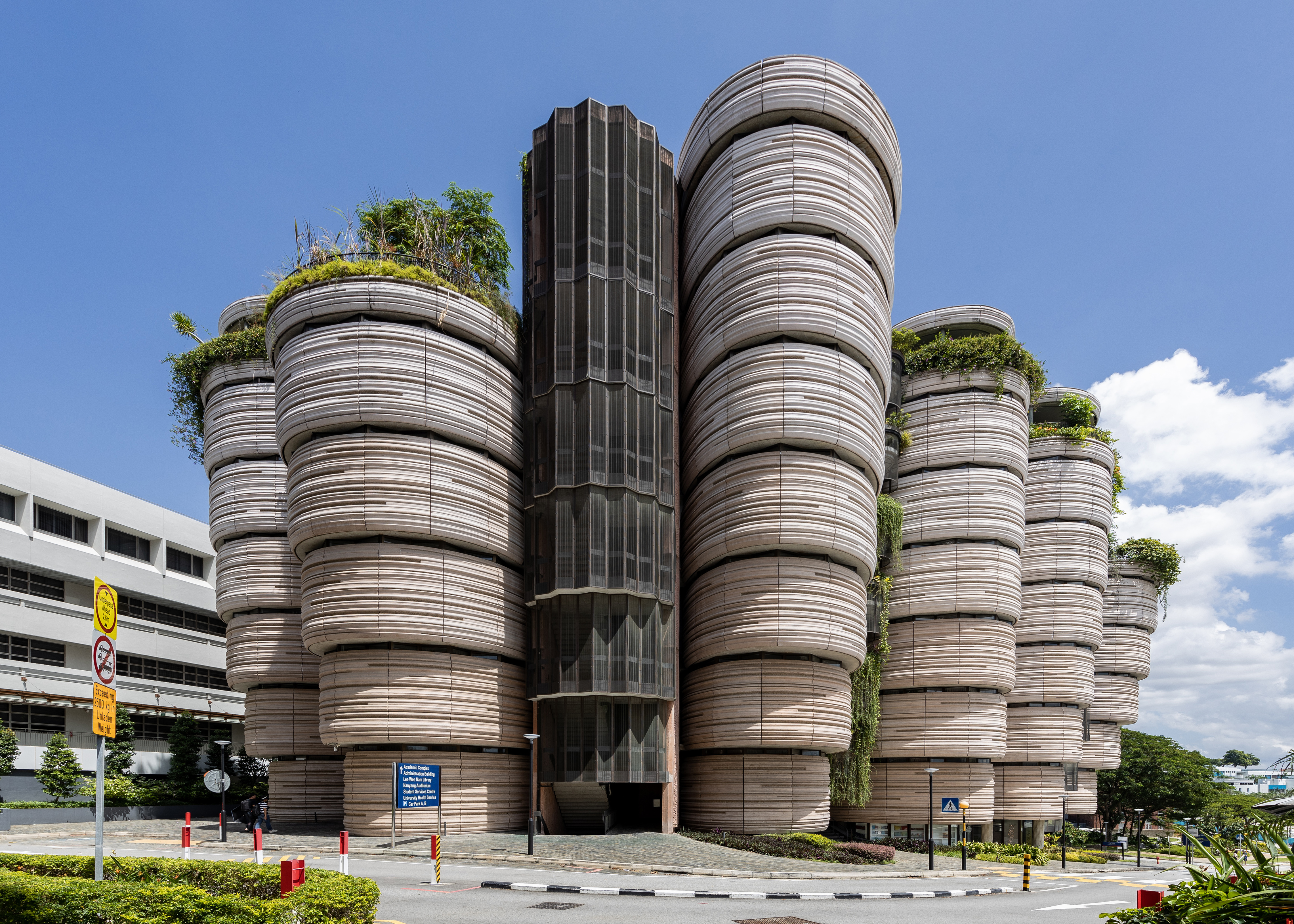
シンガポールのラーニング・ハブ（ザ・ハイヴ）

ラーニング・ハブは、「ザ・ハイヴ (The Hive)」としても知られ、シンガポールの南洋理工大学によるキャンパス再開発プログラムの一環として建設された多目的教育施設であり、2015年に開館した。長方形の部屋と廊下を、中央のアトリウムを囲む12の管状の個別指導室の積層体と56の講義室に置き換えることで、学生と教員間、および学際的な交流を最大化している。部屋は丸みを帯びた形状で再構成可能であり、タワーは有機的な外観のために基部に向かって先細りになっており、共用スペースにはバルコニーやガーデンテラスが含まれる。主要な建設材料はコンクリートであり、金属製のバルコニーとスクリーン付きの階段が積層されている。タワーのファサードには12個のシリコンモールドを使用して水平線のパターンが刻印され、赤褐色に染色された階段とエレベーターコアの壁には、思考のきっかけとしてイラストレーターのサラ・ファネリに依頼された700枚のドローイングが施されている。この建物は、完成前にシンガポールの建築建設庁 (Building and Construction Authority) の持続可能性に関するグリーンマーク・プラチナ賞を受賞し、2015年にはWAN Concrete in Architecture賞にノミネートされた。また、ヘザウィック・スタジオが英国コンクリート協会 (Concrete Society) の2015年Creativity in Concrete Awardを受賞する一因ともなった。

### コール・ドロップス・ヤード

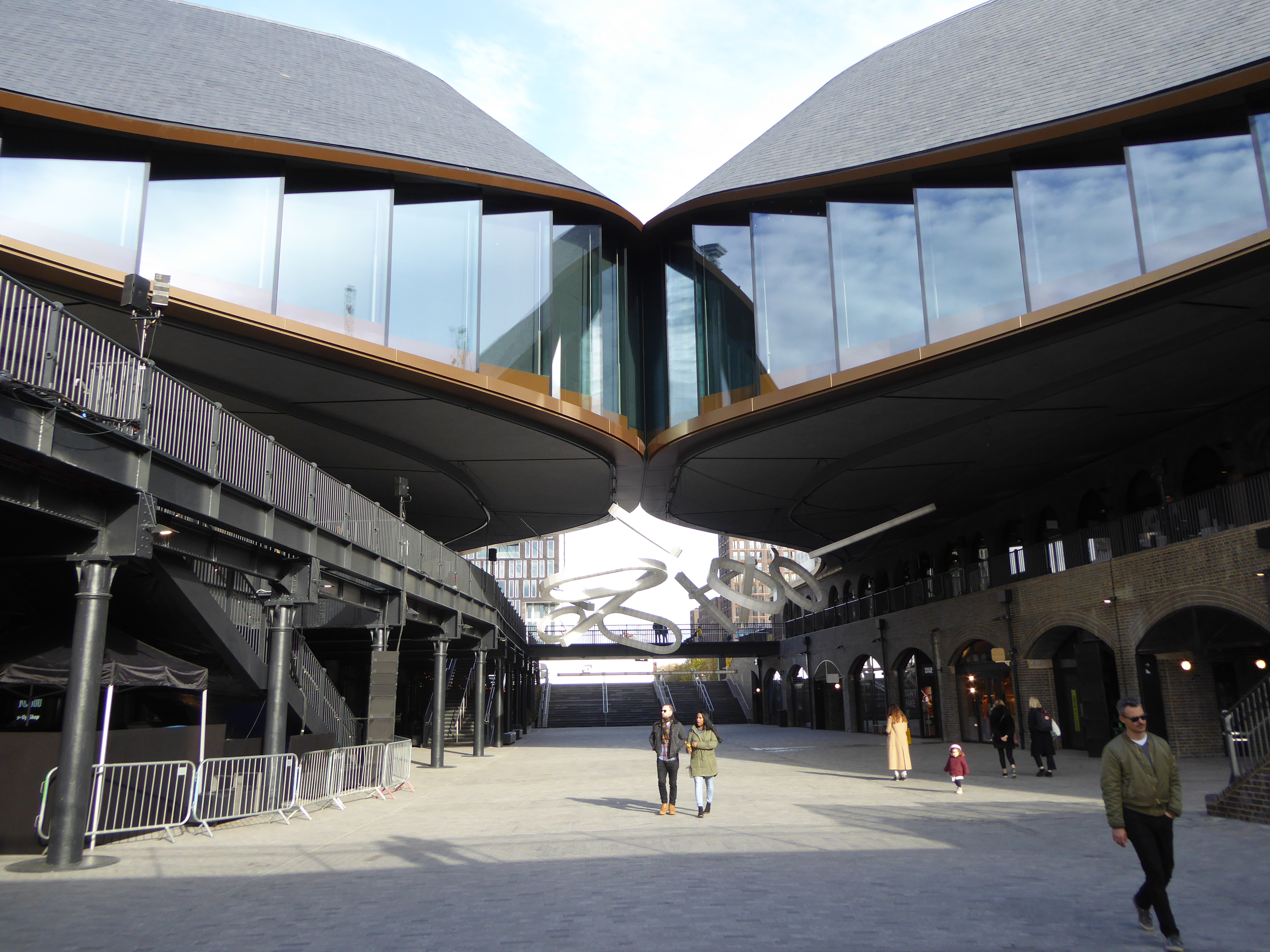
コール・ドロップス・ヤード

コール・ドロップス・ヤードは、ロンドンのキングス・クロスにある公共スペースおよび商業施設である。このプロジェクトには、1850年に建てられ、イングランド北部から到着する貨物を受け取るために使用されていた2つの建物の改修が含まれていた。デザインは、2つの屋根を互いに向かって伸ばし、それらが接するまで延長することによって、2つの建物を縫い合わせている。これにより、追加の階層と、直線的な敷地の明確な中心が生まれる。引き伸ばされた屋根は下のヤード（中庭）を覆い、イベント開催に使用できる一方、3階からはキングス・クロス、フランシス・クリック研究所、キュービット・スクエアの景色を望むことができる。このプロジェクトは、Argent LLPおよびKing's Cross Central Limited Partnership (KCCLP) による同地域の広範な再開発プログラムの一部である。コール・ドロップス・ヤードは2015年12月に計画承認され、2018年10月に完成した。

### ツァイツ・アフリカ現代美術館
ヘザウィック・スタジオは、ケープタウンのV&Aウォーターフロントにある歴史的な穀物サイロを、非営利の文化施設であるツァイツ・アフリカ現代美術館（Zeitz MOCAA）に転換する作業に取り組んだ。この美術館は、アフリカとそのディアスポラからの現代美術の最も重要なコレクションを収蔵している。9500㎡の複合施設は9階建てで、6000㎡の専用展示スペースがある。様々なコンクリート切断技術を用いて、サイロの42本のコンクリート管からギャラリーと大きな中央アトリウムが彫り出された。コンクリートのシャフトは強化ガラスで覆われ、来場者が歩くことができ、上からの光を建物に取り込み、大聖堂のような内部空間を作り出すように設計されている。
この内部空間の掘削は、サイロと選別塔という2つの建物を統合している。
二分割されたチューブには、円筒形のエレベーターと螺旋階段が収められている。平らなガラスの断片で形成された枕状のガラスパネルが上層階に挿入されている。ツァイツ・アフリカ現代美術館は2017年9月22日に開館した。

### ヴェッセル

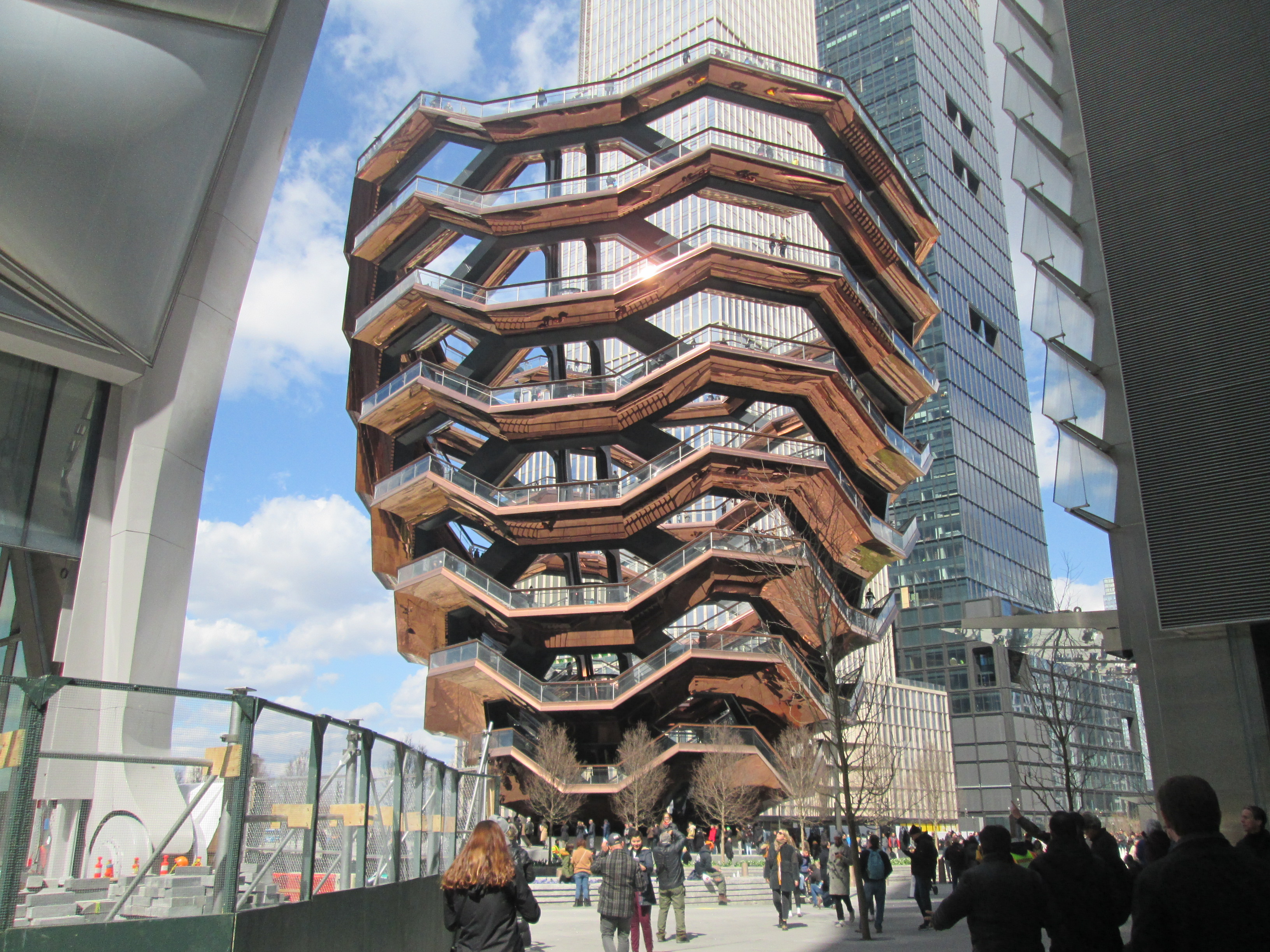
ハドソン・ヤードに建てられた「ベッセル」

2016年、ニューヨーク市のハドソン・ヤードのパブリック・プラザにあるヴェッセル構造物のヘザウィックによるデザインが公開された。この構造物は、来場者が登ることができる連結された階段のネットワークの形をしており、そのデザインは円形劇場やインドの古代の階段井戸から着想を得ている。154の階段で2,500段あり、15階建てに相当し、80の展望踊り場がある。建設は2017年4月に始まり、2019年3月15日にオープンした。
2019年8月、ヴェッセルはSky Artsの番組The Art of Architectureで特集された。
ヴェッセルは、2年足らずで4件目の自殺が発生した後、無期限に一般公開が中止されている。

### バンド・ファイナンス・センター
ヘザウィック・スタジオは、上海の新しい複合施設であるバンド・ファイナンス・センター（BFC）でフォスター・アンド・パートナーズと協働した。このプロジェクトは上海のバンドの端に位置し、市の旧市街と金融街を結ぶ接続点として構想されている。
計画には、オフィス、ブティックホテル、小売スペースを組み合わせた180mのタワー2棟が含まれる。アート＆カルチャーセンターが計画の中心に位置している。国際交流のプラットフォームとして構想され、センターにはアートギャラリーや劇場スペースが設けられる。建物は適応性のある可動式のヴェールで囲まれており、バルコニーのステージと浦東地区への眺望を明らかにすることができる。

### シンガポール南洋工科大学ラーニング・ハブ
2015年にシンガポール南洋工科大学に建設された。蜂の巣のような独特な形状を持ち、外壁の仕上げ材は地層の断面のような美しい模様を持つ。上層階に上がるにつれて建物のボリュームは大きくなる構造になっている。

### Google本社
2015年、ヘザウィック・スタジオは、ビャルケ・インゲルス・グループ (BIG) とのパートナーシップにより、カリフォルニア州マウンテンビューにある新しいGoogle本社のプロジェクトに取り組んでいることを明らかにした。プロジェクトは当初、一連のドーム型ビルを含んでいたが、2016年後半に改訂され、2つの異なる敷地に3つのビルが建設されることになった。1つはGoogleplexに隣接し、他の2つの小さなビルは数ブロック離れた場所にある。
ヘザウィックとBIGは、ロンドンのキングス・クロスにあるGoogleのロンドン本社のデザインでも協働した。「ランドスクレーパー (landscraper)」という愛称で呼ばれるこの建物には、屋上庭園が含まれている。

### Tian An 1000 Trees（天安千樹）

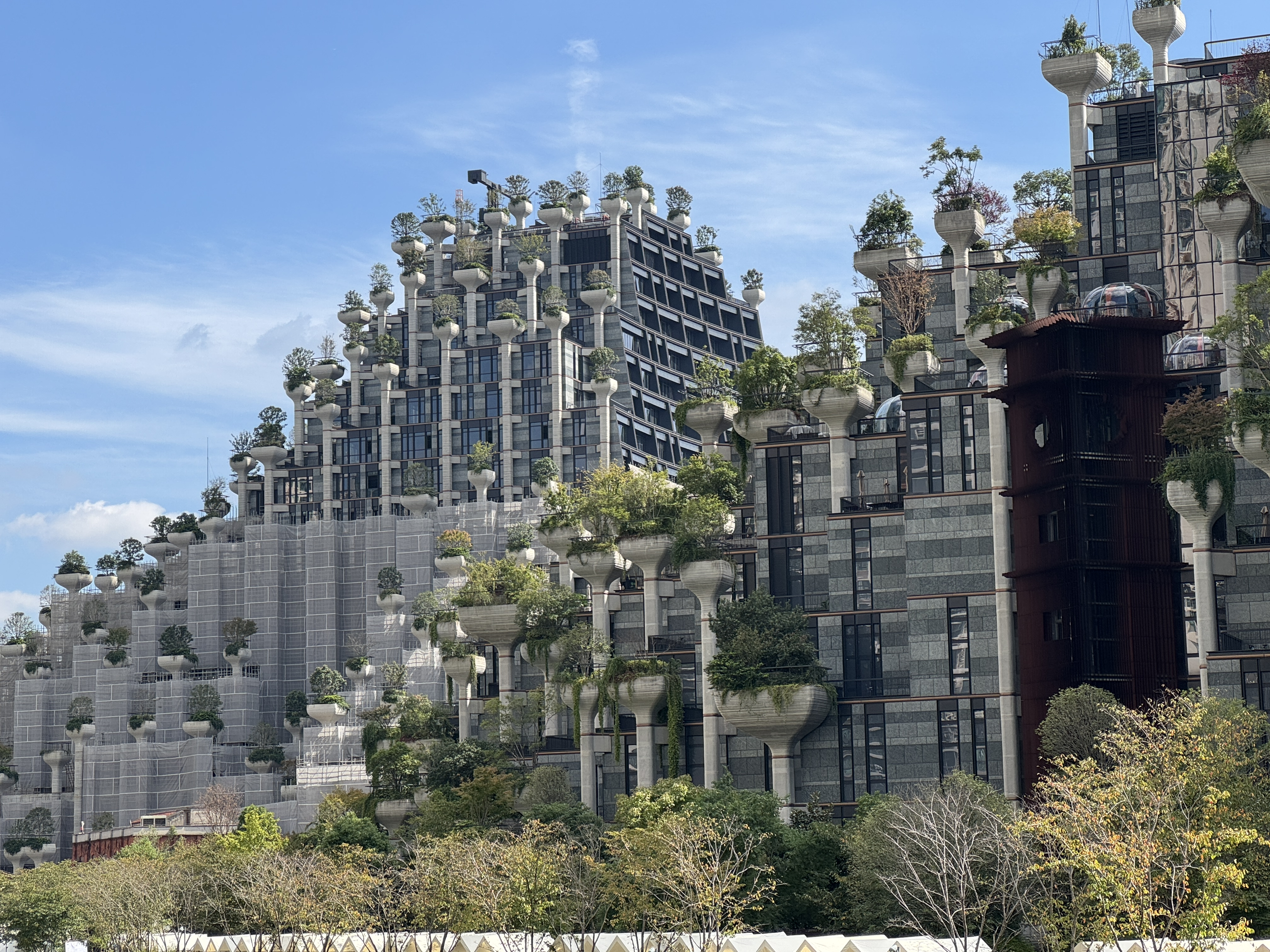
Tian An 1000 Trees（天安千樹）

2021年12月にオープン。中華人民共和国上海市普陀区に建設。建物に植えられた木々で構成される2つの山のような頂を特徴とし、小売・オフィススペース、イベント会場、ギャラリー、ホテルを備えた複合用途開発である。デザインは、蘇州河沿いの公園とM50アート地区を一体化することを目指しており、地元の高さ制限によって2つの頂の高さが定義され、公園に向かって傾斜している。開発内部には、莫干山路沿いにあったアートウォールに着想を得た屋外アートウォールが埋め込まれている。デザインの一部は莫干山からも着想を得ている。

### Airoカー
2021年、ヘザウィックは上海モーターショーで、汚染物質を食べる車「Airo」のデザインとコンセプトを発表した。このプロジェクトは、新しく設立された中国の自動車ブランドIMモーターズ (IM Motors) のためにヘザウィック・スタジオによって設計された。Airoと名付けられたこの電気自動車には、大気汚染物質を積極的に浄化するHEPAフィルターシステムが搭載される予定である。この車の生産は、2023年に中国で開始される予定であった。

### 麻布台ヒルズ
2023年にオープン。ガーデンプラザは、開発前の谷戸地形をイメージし、高低差のある土地の記憶を表現しつつ、敷地全体に一貫性と多様性とをもたらすというアイデアからこのネットフレームのデザインにたどり着き、自然のテクスチャーを望んでこのような外装デザインになった。麻布台ヒルズ内で運営する、ブリティッシュ・スクール・イン・東京 麻布台ヒルズキャンパスヘザウィックの設計である。

## 受賞歴
- 2004年　英国王室よりRoyal Designer for Industry（王室工業デザイナー）に選ばれる
- 2006年　Prince Phillip Desiners Prize（プリンス・フィリップ賞）
- 2010年　London Design Medal（ロンドン・デザイン・メダル）／RIBA Lubetkin Prize（王立英国建築家協会 ルベトキン賞）

## 展覧会
2012年　"Heatherwick Studio: Designing The Extraordinary"（ヴィクトリア・アンド・アルバート博物館）
2015年　"The New British Inventors: Inside Heatherwick Studio exhibition"（シンガポール、北京、上海、香港、台北、ソウルを巡回）

## 著書
2012年　"Thomas Heatherwick: Making" published by Thames and Hudson (ISBN 978-0500290934)